# Berta olivescens
Berta olivescens är en fjärilsart som beskrevs av W. Warren 1896. Berta olivescens ingår i släktet Berta och familjen mätare. Inga underarter finns listade i Catalogue of Life.